# Levêque et Bodenréder
Levêque et Bodenréder war ein französischer Hersteller von Automobilen.

## Unternehmensgeschichte
Das Unternehmen aus Boulogne-Billancourt begann 1905 mit der Produktion von Automobilen. Die Markennamen lauteten Helbé sowie Astahl in England. 1907 endete die Produktion.

## Fahrzeuge
Zunächst standen drei Kleinwagen im Sortiment. Für den Antrieb sorgten Einzylindermotoren von De Dion-Bouton mit wahlweise 4,5 PS, 6 PS oder 9 PS. Das  Chassis hatte ein Gewicht von 250 kg. Das gesamte Fahrzeug wog 320 kg. Der Radstand betrug 2000 mm und die Spurweite lag bei 1250 mm. 1907 kam ein Modell mit Vierzylindermotor und 12 PS Leistung dazu. Einige Teile von Delage fanden Verwendung.